# Solapur
Solapur (Marathi सोलापूर IAST Solāpūr; früher Sholapore) ist eine Millionenstadt im westindischen Bundesstaat Maharashtra. Sie hat ihren Namen von der Hindi-Zahl "Solah" oder "16", da die Stadt aus sechzehn kleinen Dörfern besteht.

## Geographie
Solapur liegt auf dem Dekkan-Plateau im Süden Maharashtras nur rund 20 km nördlich der Grenze zum Bundesstaat Karnataka in einer Höhe von etwa 475 m ü. d. M. Die Stadt ist ein wichtiger Verkehrsknotenpunkt zwischen Nord- und Südindien und hat einen Verkehrsflughafen für nationale Flüge. Die Entfernung von Mumbai beträgt rund 400 km (Fahrtstrecke); nach Bengaluru sind es etwa 620 km.
Das Klima ist warm; Regen fällt nahezu ausschließlich in den Monsunmonaten Juni bis Oktober.
|                       | Jan  | Feb  | Mär  | Apr  | Mai  | Jun   | Jul   | Aug   | Sep   | Okt  | Nov  | Dez  |   |       |
| Mittl. Tagesmax. (°C) | 30,8 | 33,6 | 37,3 | 39,6 | 40,2 | 35,0  | 31,7  | 31,3  | 31,7  | 32,6 | 31,0 | 29,9 | ⌀ | 33,7  |
| Mittl. Tagesmin. (°C) | 15,8 | 17,6 | 21,2 | 24,3 | 25,1 | 23,3  | 22,3  | 21,8  | 21,6  | 20,7 | 17,6 | 15,2 | ⌀ | 20,6  |
|                       |      |      |      |      |      |       |       |       |       |      |      |      |   |       |
| Niederschlag (mm)     | 4,7  | 4,4  | 5,0  | 12,4 | 27,6 | 116,9 | 129,9 | 119,8 | 182,4 | 85,4 | 26,4 | 7,8  | Σ | 722,7 |

| 15,8 |

| 17,6 |

| 21,2 |

| 24,3 |

| 25,1 |

| 23,3 |

| 22,3 |

| 21,8 |

| 21,6 |

| 20,7 |

| 17,6 |

| 15,2 |

| 15,8 |

| 17,6 |

| 21,2 |

| 24,3 |

| 25,1 |

| 23,3 |

| 22,3 |

| 21,8 |

| 21,6 |

| 20,7 |

| 17,6 |

| 15,2 |

## Geschichte
Die Geschichte Solapurs ist nur in groben Zügen bekannt. Im Mittelalter gehörte die Stadt nacheinander zu den Herrschaftsgebieten der hinduistischen Andhrabhratyas, Chalukyas, Rashtrakutas und Yadavas; von etwa 1345 bis 1490 übte das muslimische Bahmani-Sultanat von Gulbarga bzw. von Bidar aus die Herrschergewalt aus, die danach auf die Dekkan-Sultanate aufgeteilt wurde – Solapur gehörte zum Sultanat von Bijapur. Unter dem Großmogul Aurangzeb wurde die Herrschaft über die Stadt im Jahr 1586 vom Mogulreich okkupiert, das sich jedoch immer neuen Angriffen der Marathen ausgesetzt sah. Von 1761 bis 1799 okkupierten die quasi unabhängig agierenden Mysore-Generäle Haidar Ali und Tipu Sultan die Macht, die anschließend auf die Briten überging. In den 1930er Jahren spielte Solapur eine wichtige Rolle im indischen Unabhängigkeitskampf.

## Bevölkerung
Offizielle Bevölkerungsstatistiken werden erst seit 1991 geführt und veröffentlicht.
| Jahr      | 1991    | 2001    | 2011    |
| Einwohner | 604.215 | 872.478 | 951.558 |

Die aktuell geschätzte Bevölkerung (Stand 2023) beträgt 1,312 Mio. Einwohner.
Knapp 76 % der mehrheitlich Marathi, Kannada und Urdu sprechenden Bevölkerung sind Hindus, etwa 20,5 % sind Moslems und jeweils ca. 1 % gehören zu den Religionsgruppen der Jains und Christen; andere Religionen wie Sikhs, Buddhisten etc. bilden zahlenmäßig kleine Minderheiten. Der männliche Bevölkerungsanteil liegt um etwa 10.000 Personen höher als der weibliche.

## Wirtschaft
In der Metropole konzentrieren sich Handwerk, Industrie, regionaler Handel und der Dienstleistungssektor. Die Textilindustrie sowie die Automobilzulieferer spielen die wichtigsten Rollen im industriellen Bereich, aber auch für die hier produzierten Bidi-Zigaretten ist Solapur in Indien bekannt. Die erste indische Müllverbrennungsanlage zur Energieerzeugung steht etwas außerhalb der Stadt.

## Kultur und Sehenswürdigkeiten
Solapur's Kultur ist beeinflusst aus dem Mix zweier Staaten, nämlich: Maharashtra und Karnataka. Die meisten Menschen folgen der Marathi-Kultur und -Tradition.
Zu den Sehenswürdigkeiten der Stadt gehören:
- Auf einer Insel im Siddheshwar Lake steht der gleichnamige Tempel aus dem 12. Jahrhundert, dessen Bedeutung weit über die Grenzen der Stadt hinausreicht.[7]
- Am Ufer des Sees stehen die Ruinen des möglicherweise noch im 14. Jahrhundert erbauten Bhuikot Forts, in welchem sich eine von hinduistischen Steinmetzen geschaffene Moschee befindet. Das weitläufige Areal beherbergt heute ein Vergnügungsgelände, zu welchem auch ein Tierpark gehört.[8][9]
- Vom Anfang des 20. Jahrhunderts stammt das von den Briten im indischen Kolonialstil mit schmalen Balkonen (jharokhas) und Eckpavillons (chhatris) erbaute Gebäude der heutigen Municipal Corporation.[10]
- Südlich der Altstadt befinden sich der Stadtwald Smruti Van[11] sowie eine Statue von Rani Laskhmibai.

Solapur ist kulinarisch bekannt für das Solapuri-Chutney.

## Persönlichkeiten
- Siddheshwar (Siddarameshwara), ca. 1150, einer der fünf Acharya ("Heiligen") des Lingayatismus[13]
- Walchand Hirachand (* 1882; † 1953), indischer Industrieller und Gründer der Walchand-Gruppe[14]
- Ajit Gulabchand (* 1948), indischer Industrieller und Managing Director der Hindustan Construction Company[15]
- Helmut Schneider (1919–2011), deutsch-schweizerischer Physiker
- Sushil Kumar Shinde (* 1941), Politiker
- Salil Ankola (* 1968), Cricketspieler